# 克里斯托弗·鲍里尼
克里斯托弗·詹姆斯·鲍里尼（Christopher James Paolini，1983年11月17日—），美国奇幻小说作家，代表作为《遗产四部曲》。
鲍里尼出生于加利福尼亚州南部，由其父母于蒙大拿州天堂谷抚养长大，从未接受正规教育，仅接受过芝加哥美国学校的通信教育。鲍里尼于初中时开始写作，其作品2002年由其父母的私人出版公司出版。2003年，《伊拉龙》被Alfred A. Knopf重新出版后，成为全美畅销书。2006年，该书被改编为同名电影。他的首本科幻小說《To Sleep in a Sea of Stars》於2020年9月15日出版。

## 書籍作品
- 《遺產四部曲》（台湾、香港、澳门译名：《龙骑士四部曲》）
  - （Eragon）（2003年）
  - （Eldest）（2005年）
  - 《帝国（上）》（Brisingr）（2008年）（台湾、香港、澳门译名：《龍騎士三部曲：降魔火劍》）
  - 《帝国（下）（英语：Inheritance (Paolini novel)）》（Inheritance）（2011年）（台湾、香港、澳门译名：《龍騎士四部曲：最後榮耀（英语：Inheritance (Paolini novel)）》）
- 《Eragon's Guide to Alagaësia》（2009年）
- 《龍騎士：浪人．女巫．魔龍》（The Fork, the Witch, and the Worm）（2018年）
- 《To Sleep in a Sea of Stars（英语：To Sleep in a Sea of Stars）》（2020年）
- 《Fractal Noise》（2023年）